# Limba karakalpacă
Limba karakalpacă (Qaraqalpaqsha, Qaraqalpaq tili) este o limbă turcică oficială în republica autonomă Karakalpakstan din Uzbekistan. Aparține grupului de limbi Kipceac. Este apropiată de limbile kazahă și nogai.